# Monir Shahroudy Farmanfarmaian
Monir Shahroudy Farmanfarmaian (* 16. Dezember 1922 in Qazvin, Iran; † 20. April 2019 in Teheran, Iran) war eine iranische Künstlerin, die traditionelle Volkskunst sammelte. Sie wird als eine der bedeutendsten iranischen Künstlerinnen der Gegenwart angesehen, und sie ist die erste Künstlerin, die einen Stil geschaffen hat, der die geometrischen Muster und Schnittmosaiktechniken des Irans mit den Rhythmen der modernen westlichen geometrischen Abstraktion verbindet. Im Jahr 2017 wurde ihr zu Ehren das Monir-Museum in Teheran eröffnet.

## Leben und Karriere
Shahroudy wurde 1922 als Kind gebildeter Eltern in der religiösen Stadt Qazvin im Nordwesten des Iran geboren. Farmanfarmaian erwarb ihre künstlerischen Fähigkeiten bereits in früher Kindheit, erhielt Zeichenunterricht von einem Tutor und studierte Postkartendarstellungen westlicher Kunst. Nach ihrem Studium an der Universität Teheran an der Fakultät für Bildende Kunst im Jahr 1944 zog sie mit dem Dampfschiff nach New York City, als der Zweite Weltkrieg die Pläne für ein Kunststudium in Paris zunichtemachte. In New York studierte sie an der Cornell University, an der Parsons The New School for Design, wo sie den Schwerpunkt auf Modezeichnung legte.
Als freie Modezeichnerin arbeitete sie mit verschiedenen Zeitschriften wie Glamour zusammen, bevor sie ins Kaufhaus Bonwit Teller kam, wo sie den jungen Andy Warhol kennenlernte. Darüber hinaus lernte sie mehr über die Kunst durch ihre Museumsbesuche und durch die Begegnung mit dem Eighth Street Club und der New Yorker Avantgarde-Kunstszene, indem sie sich mit Künstlern und Zeitgenossen wie Louise Nevelson, Jackson Pollock, Willem de Kooning, Barnett Newman und Joan Mitchell anfreundete.
Anfang 1957 zog Farmanfarmaian zurück in den Iran. Inspiriert von der Wohnkultur entdeckte sie eine Faszination für die Stammes- und Volkskunsttradition der Geschichte ihres Landes, die sie dazu brachte, die Vergangenheit zu überdenken und einen neuen Weg für ihre Kunst zu finden. In den folgenden Jahren entwickelte sie ihren Stil weiter, indem sie Spiegelmosaiken und abstrakte Monotypien herstellte, ihre Arbeiten im Iran-Pavillon der Biennale di Venezia 1958 präsentierte und eine Reihe von Ausstellungen an Orten wie der Universität Teheran (1963), der Iran-Amerika-Gesellschaft (1973) und der Jacques Kaplan/Mario Ravagnan Gallery (1974) durchführte.
1979 reiste Farmanfarmaian nach New York, um Familie zu besuchen. Etwa zur selben Zeit begann die islamische Revolution, und sie wurde aus dem Iran vertrieben. Sie blieb 20 Jahre im Exil. Farmanfarmaian versuchte, ihre Spiegelmosaike mit den begrenzten in den USA angebotenen Ressourcen in Einklang zu bringen, aber fehlende Materialien und vergleichsweise unerfahrene Arbeiter schränkten ihre Arbeit ein. Deshalb legte sie mehr Wert auf ihre anderen Aspekte der Kunst, wie Aufträge, Textildesign und Zeichnung.
1992 kehrte Farmanfarmaian in den Iran zurück. 2004 versammelte sie ehemalige und neue Mitarbeiter, um bei der Gestaltung ihrer Mosaike zu helfen. Ab 2014 lebte und arbeitete sie in Teheran, wo sie im April 2019 im Alter von 96 Jahren in ihrem Haus starb.
Farmanfarmaian heiratete 1950 den iranischen Künstler Manoucher Yektai. Sie ließen sich 1953 scheiden. 1957 kehrte sie nach Teheran zurück, um den Anwalt Abolbashar Farmanfarmaian zu heiraten. 1991 starb Abolbashar an Leukämie. Sie hat zwei Töchter, Nima und Zahra.
Während sie im Iran lebte, war Farmanfarmaian auch eine begeisterte Sammlerin. Sie sammelte Gemälde hinter Glas, traditionellen Stammesschmuck und Töpferwaren und hatte eine der größten Sammlungen von „Kaffeehausgemälden“ – in Auftrag gegebenen Gemälden von Kaffeehäusern von Volkskünstlern. Der überwiegende Teil ihrer Werke und ihrer Volkskunstsammlungen wurde beschlagnahmt, verkauft oder zerstört.

## Ausstellungen
Die Arbeiten von Farmanfarmaian wurden in internationalen Museen öffentlich ausgestellt, darunter: Solomon R. Guggenheim Museum, Grand Rapids Art Museum, Leighton House Museum, Haus der Kunst, Irish Museum of Modern Art (IMMA), Zentrum Paul Klee, SCAD Museum of Art. Ihre Arbeiten wurden in privaten Galerien wie The Third Line, Dubai und New York; Grey Art Gallery, New York; Galerie Denise Rene, Paris und New York; Lower Belvedere, Wien; und Ota Fine Art, Tokio gezeigt.
Farmanfarmaian nahm an der 29. Biennale von São Paulo (2010), der 6. Asia Pacific Triennial of Contemporary Art (2009) und der Biennale von Venedig (1958, 1966 und 2009) teil. Suzanne Cotter kuratierte Farmanfarmaians Arbeit für ihre erste große Museums-Retrospektive mit dem Titel Monir Shahroudy Farmanfarmaian: Infinite Possibility. Mirror Works and Drawings, 1974–2014, die im Serralves Museum (auch bekannt als Fundação de Serralves) in Porto, Portugal (2014/2015) ausgestellt waren, dann reiste die Ausstellung ins Solomon R. Guggenheim Museum in New York City (2015). Dies war Farmanfarmaians erste große US-Museumsausstellung.
Zu den wichtigsten Auftragsarbeiten gehören Arbeiten für die Queensland Art Gallery (2009), das Victoria and Albert Museum (2006), das Dag Hammarskjöld Building, New York (1981) und das Niyavaran Cultural Center (1977/1978) sowie Ankäufe durch das Metropolitan Museum of Art, das Teheraner Museum für Zeitgenössische Kunst und das Museum für zeitgenössische Kunst Tokio.

## Auszeichnungen
- 1958: Goldmedaille auf der Biennale von Venedig (Iranischer Pavillon)[3]
- Farmanfarmaian wurde als eine der „100 Frauen“ der BBC von 2015 ausgezeichnet.[4]

## Sammlungen
Farmanfarmaians Werke befinden sich in mehreren öffentlichen Kunstsammlungen weltweit, darunter: Metropolitan Museum of Art, Museum of Contemporary Art (Chicago), Museum of Fine Arts, Houston, Tate Modern, Queensland Art Gallery und andere.
Im Dezember 2017 eröffnete das Monir Museum in den Negarestan Park Gardens in Teheran, Iran, und widmet sich der Präsentation der Werke von Farmanfarmaian. Mit einer Sammlung von 51 vom Künstler gestifteten Werken wird die Sammlung des Monir Museums von der Universität Teheran verwaltet.

## Bibliographie
Farmanfarmaians Autobiografie trägt den Titel A Mirror Garden: A Memoir und wurde von Zara Houshmand (Knopf, 2007) mitverfasst. Ihre Arbeit ist in dem Buch Monir Shahroudy Farmanfarmaian: Cosmic Geometry (Damiani Editore & The Third Line, 2011) dokumentiert, mit einem ausführlichen Interview von Kurator Hans Ulrich Obrist und kritischen Essays von Nader Ardalan, Media Farzin und Eleanor Sims, Tributen von Farmanfarmaians Freunden Etel Adnan, Siah Armajani, Caraballo-Farman, Golnaz Fathi, Hadi Hazavei, Susan Hefuna, Aziz Isham, Rose Issa, Faryar Javaherian, Abbas Kiarostami, Shirin Neshat, Donna Stein und Frank Stella. Sie wird in einem Auszug aus The Sense of Unity: The Sufi Tradition in Persian Architecture von Nader Ardalan und Laleh Bakhtiar (1973) erwähnt, und es gibt eine kommentierte Zeitleiste des Lebens von Farmanfarmaian von Negar Azimi.

## Film
Der Film Monir (2014) von Bahman Kiarostami ist eine Dokumentation über das Leben und Werk von Farmanfarmaian.